# Мікушкіно (Волзький район)
Міку́шкіно (рос. Микушкино, марій. Мучашъер) — присілок у складі Волзького району Марій Ел, Росія. Входить до складу Великопаратського сільського поселення.

## Населення
Населення — 190 осіб (2010; 139 у 2002).
Національний склад (станом на 2002 рік):
- марі — 99 %